# Carlos Álvarez (football, 2003)
Carlos Álvarez, né le 6 août 2003 à Sanlúcar la Mayor en Espagne, est un footballeur espagnol qui joue au poste d'ailier droit au Levante UD.

## Biographie

### En club
Né à Sanlúcar la Mayor en Espagne, Carlos Álvarez commence le football au CD Diez de Sanlúcar avant d'être formé par le Séville FC, qu'il rejoint en 2011. 
Le 21 décembre 2022, il fait sa première apparition avec l'équipe première du Séville FC, lors d'une rencontre de coupe d'Espagne face à Juventud de Torremolinos CF (en). Il est titularisé et se fait remarquer en inscrivant également son premier but pour Séville en ouvrant le score. Il participe ainsi à la victoire de son équipe par trois buts à zéro,.
Álvarez joue son premier match de Liga, la première division espagnole, le 8 janvier 2023 contre le Getafe CF. Il entre en jeu à la place d'Óliver Torres et son équipe s'impose par deux buts à un,.
Le 12 août 2023, Carlos Álvarez s'engage en faveur du Levante UD pour un contrat de quatre ans, soit jusqu'en juin 2027.
Il marque son premier but pour Levante le 31 octobre 2023 contre le CD Varea en coupe d'Espagne en ouvrant le score, et participe à la victoire des siens (0-3 score final)

### En sélection
Carlos Álvarez joue avec l'équipe d'Espagne des moins de 19 ans de 2021 à 2022, faisant au total six apparitions.